# Roméo N'tia
Roméo N'tia, né le 25 février 1995 à Natitingou, est un athlète béninois.

## Carrière
Roméo N'tia est médaillé de bronze du saut en longueur aux Jeux africains de 2015 à Brazzaville ainsi qu'aux Jeux africains de 2019 à Rabat.